# Мишкова
Мишкова (рос. Мышкова) — річка в Росії, протікає у Світлоярському, Октябрському та Калачевському районах Волгоградської області. Ліва притока Дону, впадає в Цимлянське водосховище.

## Географія
Річка починається у балці Мишкова на захід від хутора Привільний. Тече на південний захід, нижче за течією від населених пунктів Капкінка і Василівка повертає на північний захід. Впадає в Цимлянське водосховище за 455 км вище гирла Дону. Довжина річки становить 100 км, площа сточища — 1400 км²